# Chigwell (metropolitana di Londra)
Chigwell è una stazione della metropolitana di Londra, situata sulla linea Central.

## Storia
La stazione è stata aperta al pubblico il 1º maggio 1903 dalla Great Eastern Railway (GER), passando sotto la gestione della London & North Eastern Railway (LNER) nel 1923.
Come parte del programma quinquennale (dal 1935 al 1940) noto come New Works Programme del London Passenger Transport Board, la maggior parte di questa tratta è passata sotto la gestione della metropolitana per divenire parte della linea Central. Nonostante questi lavori di conversione fossero cominciati nel 1938, sono stati sospesi con lo scoppio della seconda guerra mondiale nel 1939 e ripresi solamente nel 1946. La stazione è stata chiusa il 29 novembre 1947 ed è passata ufficialmente alla London Underground il 21 novembre 1948, data in cui è cominciato il servizio della linea Central.
La stazione è stata rinnovata in anni recenti, con la conclusione dei lavori nel 2006.

## Interscambi
Nelle vicinanze della stazione effettuano fermata alcune linee urbane automobilistiche, gestite da London Buses.
- Fermata autobus

## Nella cultura di massa
La stazione compare nel film per la televisione Meantime (1983) del regista Mike Leigh.

## Galleria d'immagini

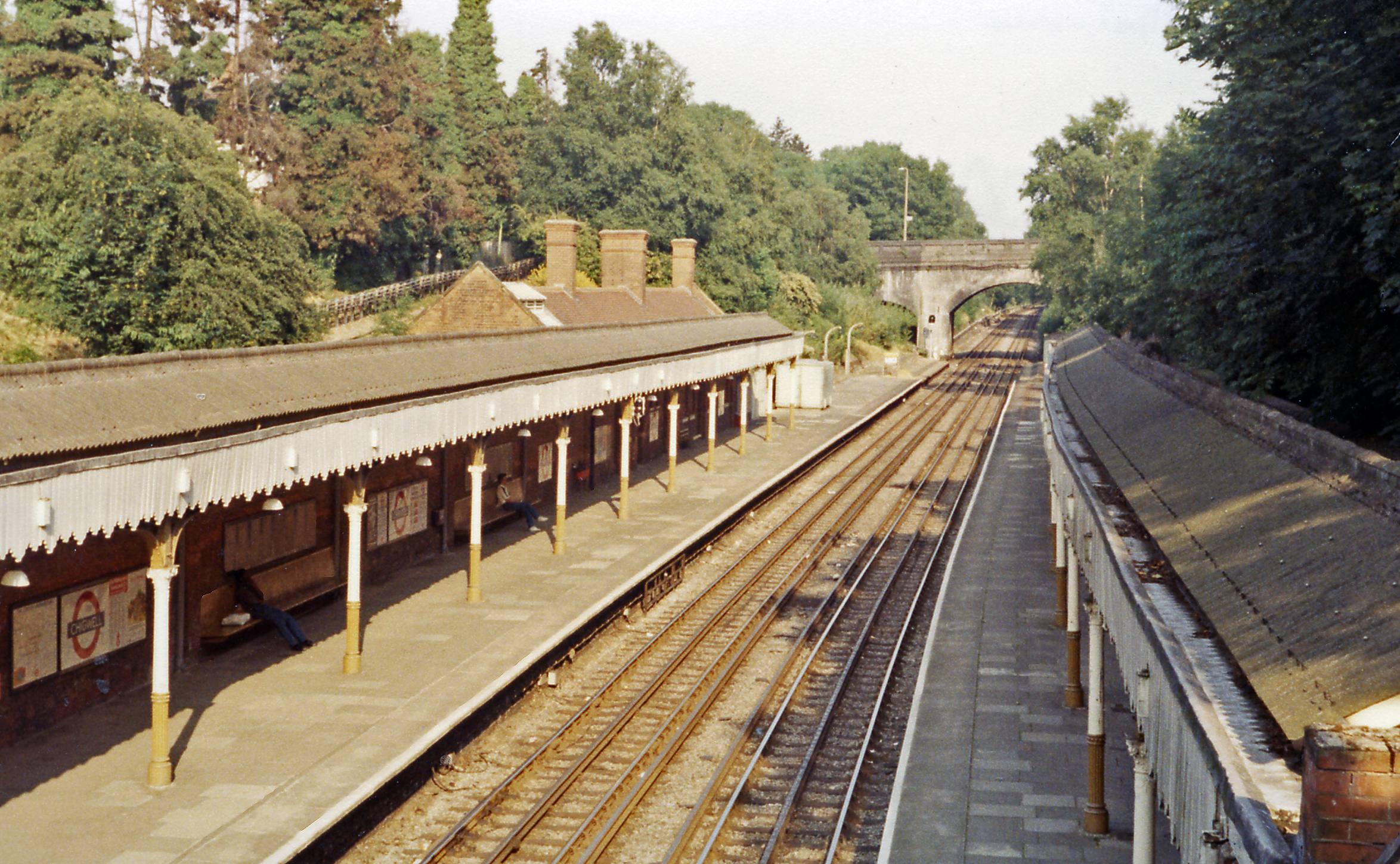
La stazione nel 1984
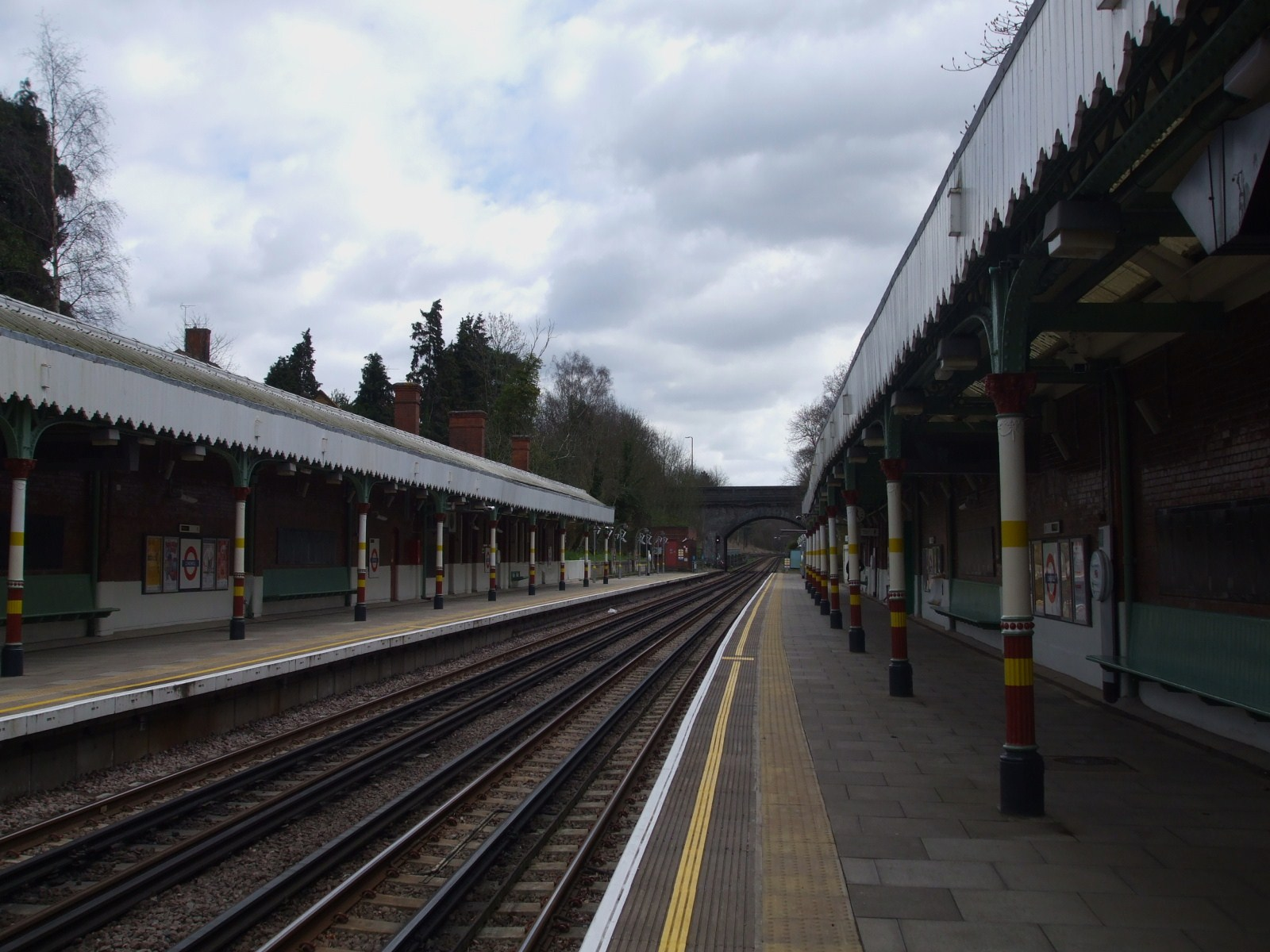
Il binario est
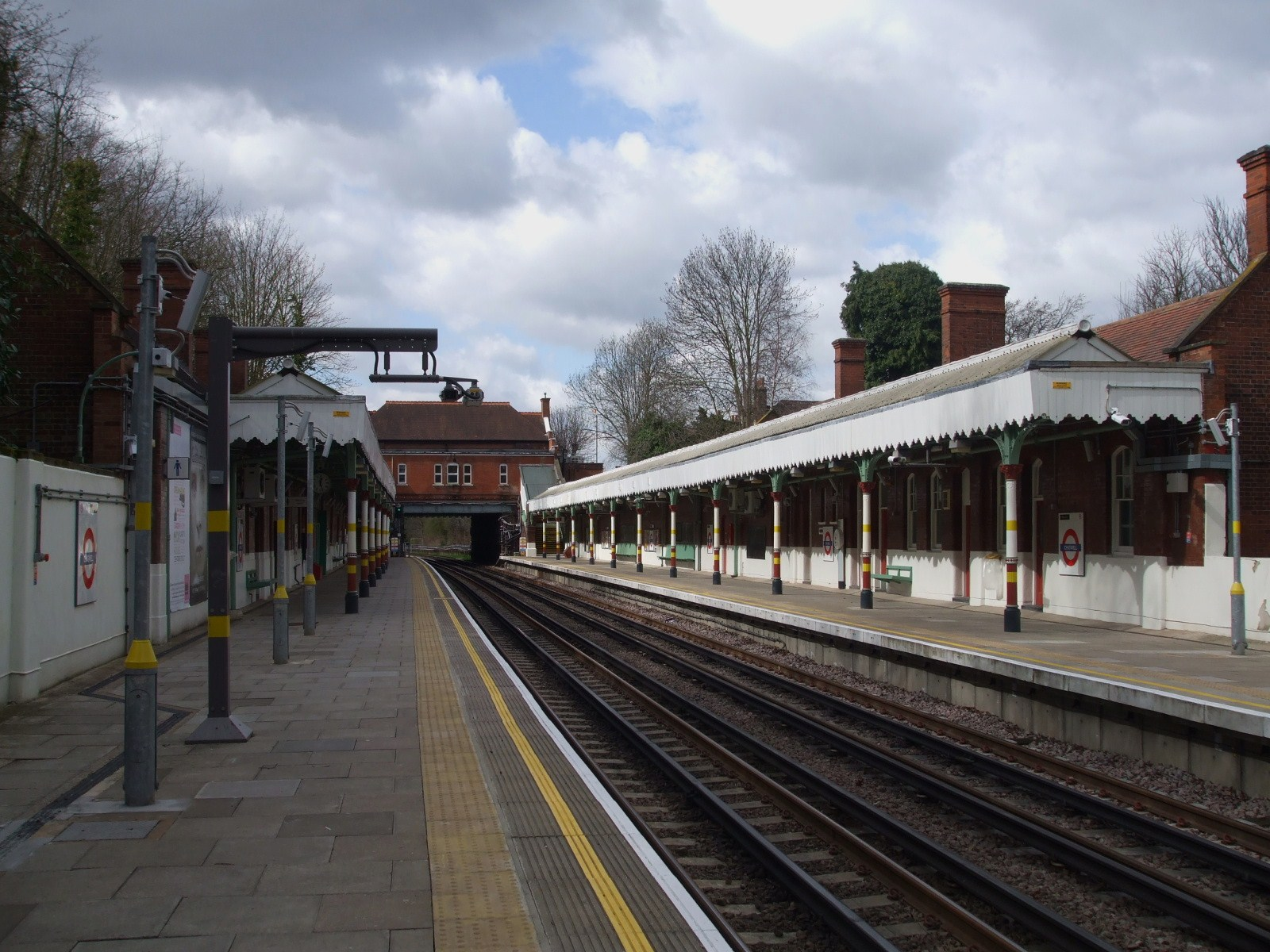
Il binario ovest
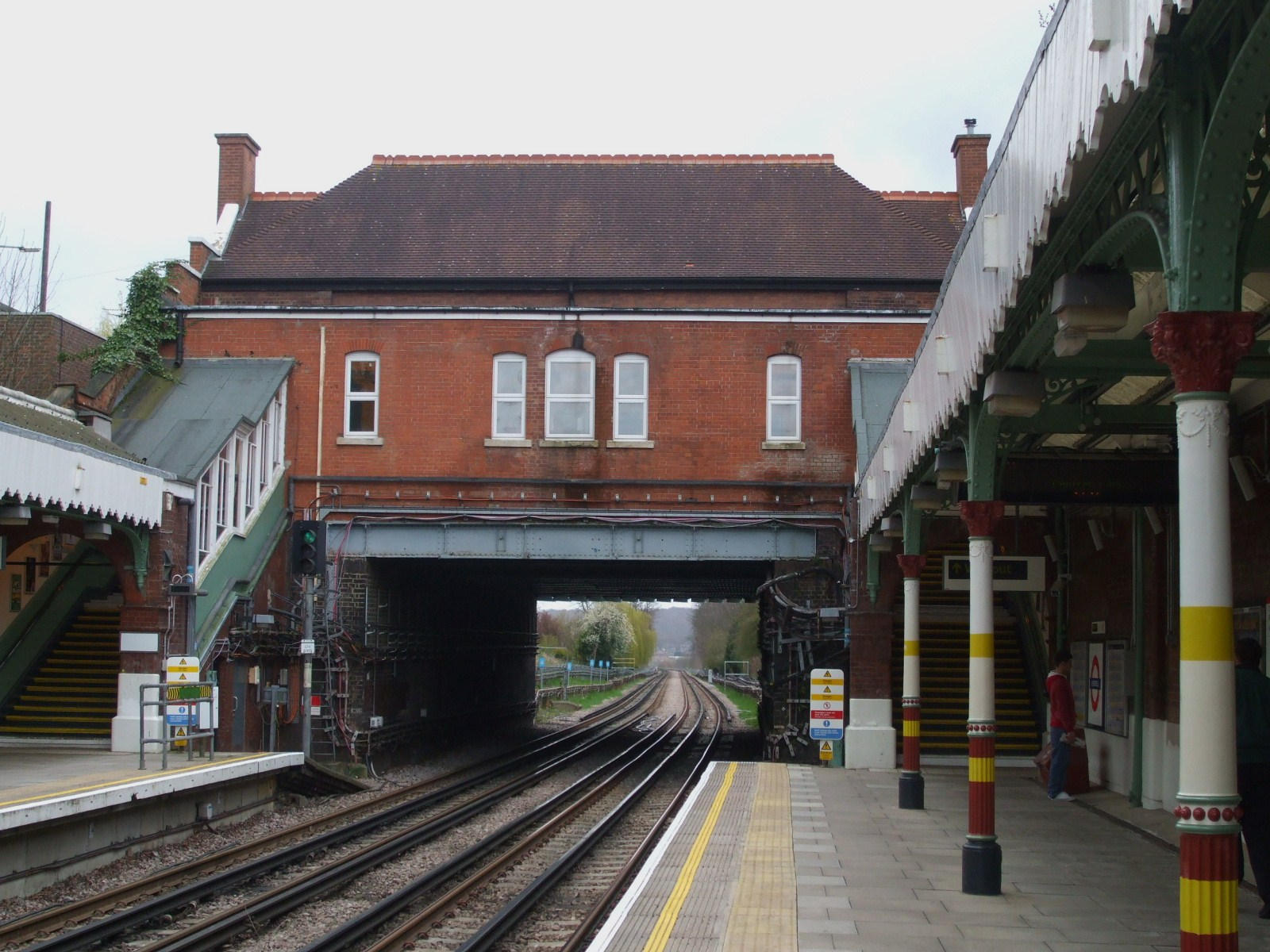
La stazione dai binari
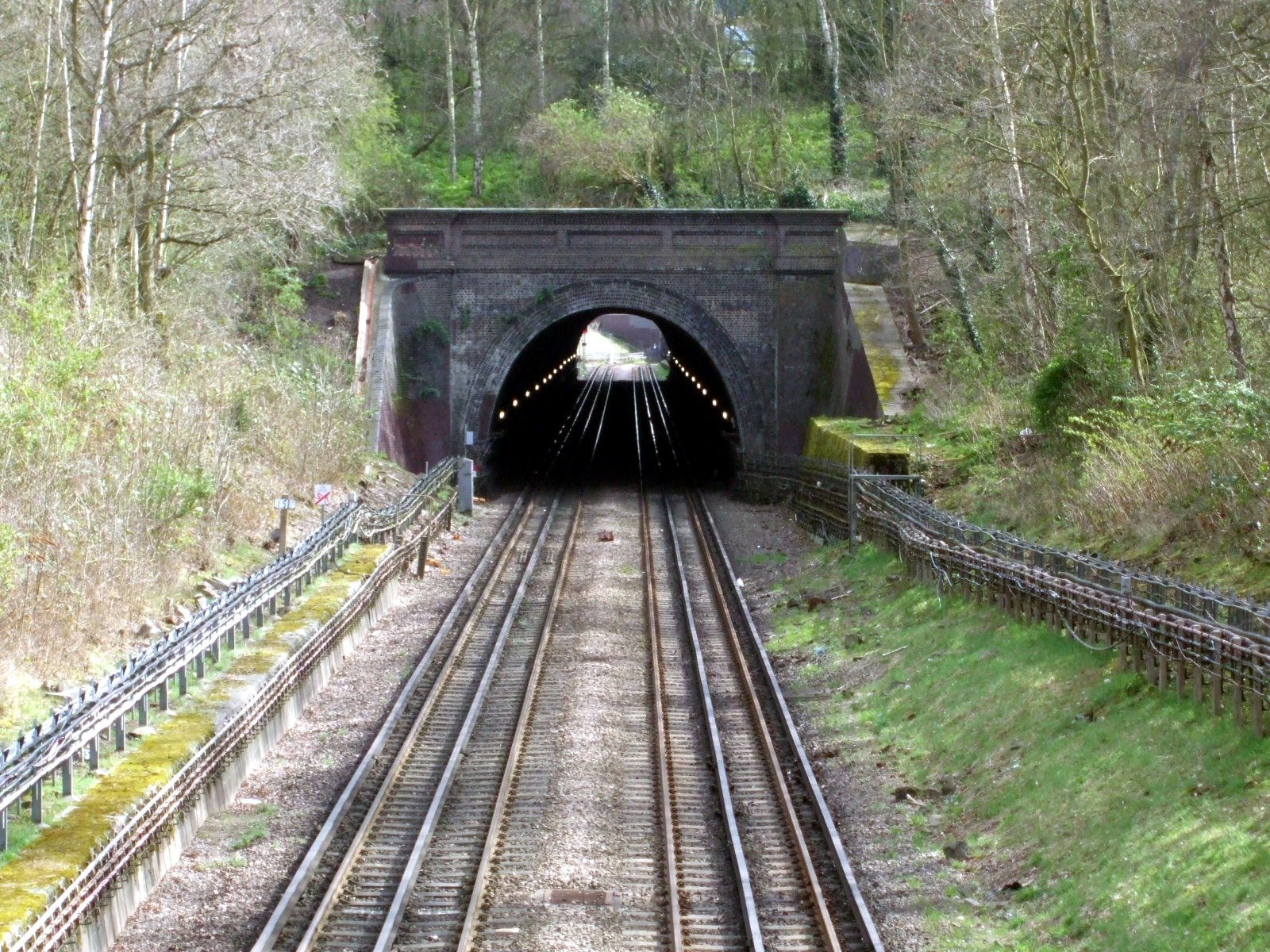
La galleria tra Chigwell e Grange Hill